# Disporum acuminatissimum
Disporum acuminatissimum är en växtart som beskrevs av Wen Lan Sha 1985. Den ingår i släktet Disporum och familjen tidlöseväxter. Arten är endemisk i centrala Guangxi i Kina.